# Alois Fáborský
Alois Fáborský (23. srpna 1880 Třebechovice – 2. července 1937 Třebechovice) byl český podnikatel a průmyslník, který spoluzaložil firmu na výrobu zámků značky FAB.

## Život
Narodil se v rodině kupce Antonína Fáborského z Třebechovic a jeho ženy Aloisie, rozené Rambouské, dceři místního hostinského. Jeho o rok mladší sestra Marie zemřela ve věku necelých 3 měsíců. Další sestra Vilemína zemřela záhy po porodu a matka o několik dní později, 18. srpna 1883, na otravu krve.
Roku 1896 získal Antonín Fáborský od svého tchána budovu hostince, kterou roku 1909 postoupil synovi Aloisovi. Rodina Fáborských vlastnila v Třebechovicích ještě další dva domy.
Již na počátku 20. století vlastnil Alois několik obchodů se železářským zbožím. V roce 1911 se vzdal v Třebechovicích obchodu se smíšeným zbožím, hracími kartami a výroby lihovin studenou cestou. V tom samém roce spolu s Františkem Šedou založil firmu Továrna na železné zboží Fáborský – Šeda v Rychnově nad Kněžnou. Výrobním programem byla výroba železářského zboží a jeho prodej (zejména zadlabací a dózické zámky). Na začátku měla továrna 20 zaměstnanců. Do Rychnova se poté v roce 1912 i odstěhoval. V roce 1916 Františka Šedu vyplatil a jeho novou společnicí se stala jeho manželka Marie. Avšak teprve v roce 1923 došlo k úpravě názvu na Továrna na železné zboží A. Fáborský. Nejproslulejším výrobním programem firmy byly cylindrické vložky značky FAB, jejichž výroba započala roku 1934.
Rodina Fáborských má v Třebechovicích na hřbitově rodinnou hrobku.